# Rhynchodontodes antiqualis
Rhynchodontodes antiqualis är en fjärilsart som beskrevs av Jacob Hübner 1826. Rhynchodontodes antiqualis ingår i släktet Rhynchodontodes och familjen nattflyn. Inga underarter finns listade.